# 居斯塔维亚
居斯塔维亚（法語：Gustavia，發音：[ɡystavja]）是法国海外集体领地圣巴泰勒米的首府，也是圣巴泰勒米岛的主要城镇。居斯塔维亚得名于瑞典国王古斯塔夫三世。1785年，瑞典获得此地。1878年，法国重新买回此地。